# فرانسیسکو گابیکا
فرانسیسکو گابیکا (اسپانیایی: Francisco Gabica‎; ۳۱ دسامبر ۱۹۳۷ – ۷ ژوئیهٔ ۲۰۱۴) دوچرخه‌سوار اهل اسپانیا بود.